# 聖維克多教堂
聖維克多教堂（德語：St. Viktor）是德國迪爾門最古老的教堂。它位于該鎮的镇中心。教堂的名字來自殉教者聖維克多。教堂歷史上重建多次，1500年之後教堂的外觀基本上就無太大變化。